# Gadaunerer Schlucht
Die Gadaunerer Schlucht (auch Gadaunerergraben, Gadaunererschlucht, Gadaunerschlucht und Gadauner Schlucht) ist eine Schlucht in der Marktgemeinde Bad Hofgastein im österreichischen Bundesland Salzburg.

## Lage und Erschließung

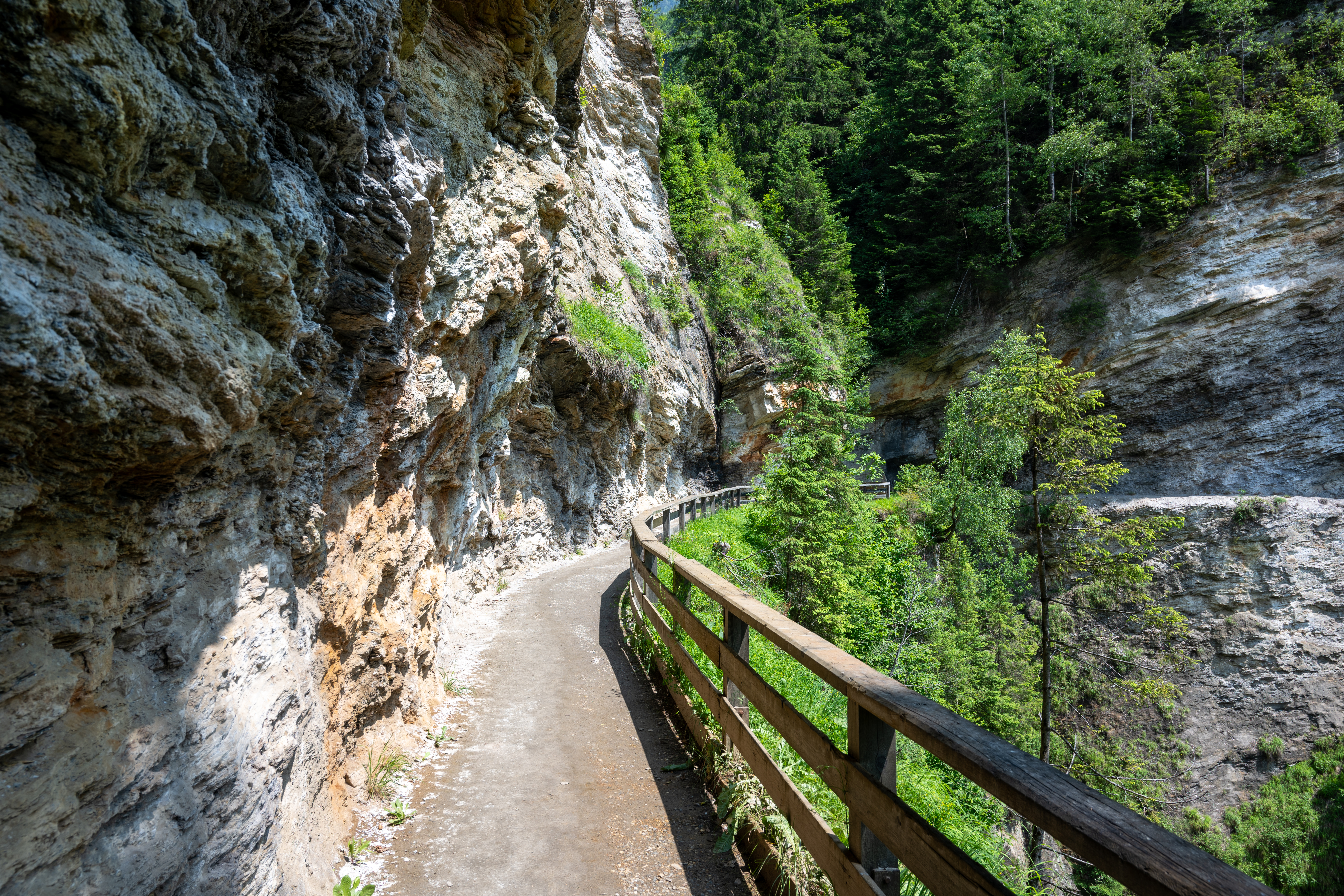
Gasteiner Höhenweg im südwestlichen Bereich der Schlucht

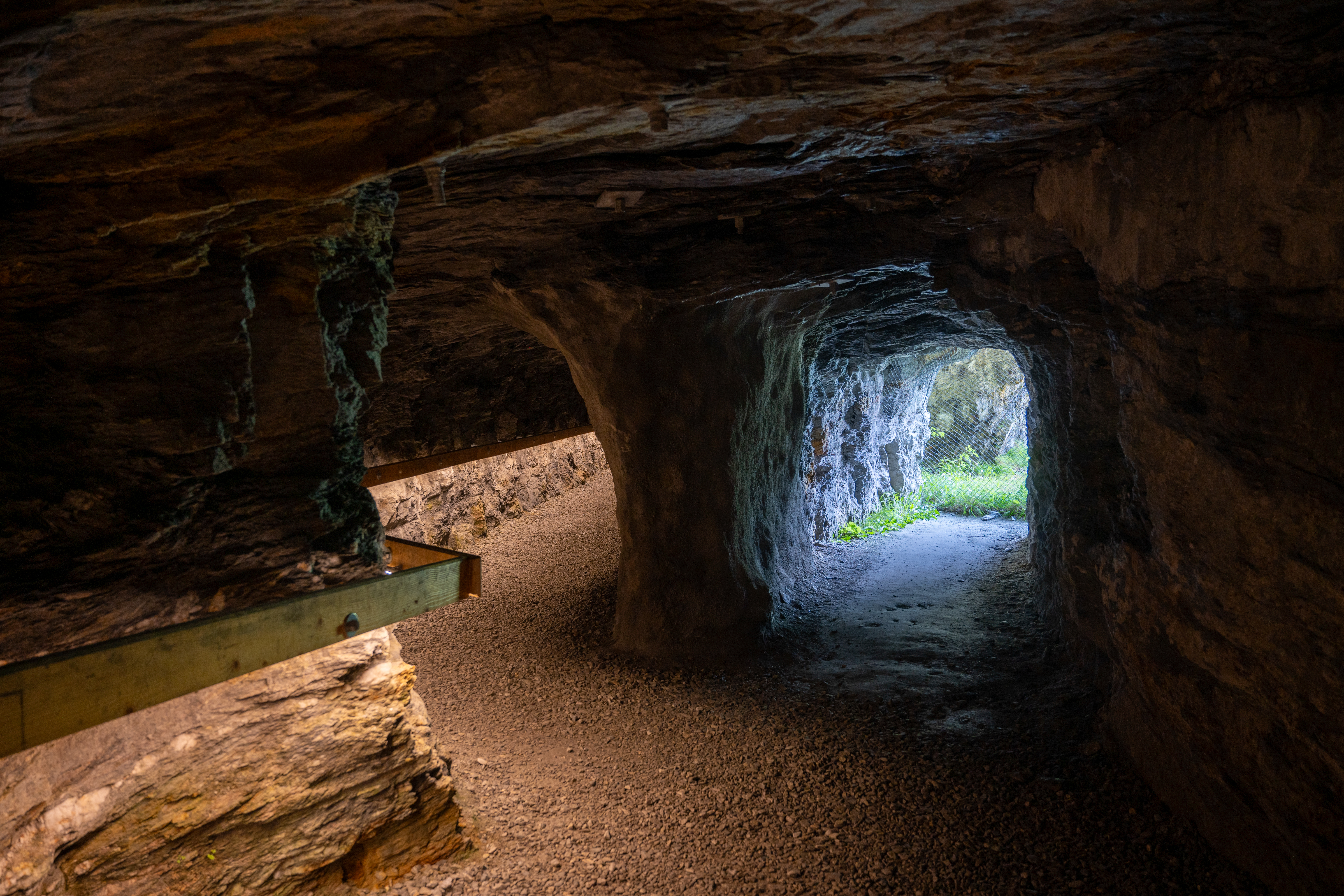
Neuer & alter Stollen

Die Schlucht erstreckt sich oberhalb der namensgebenden Siedlung Gadaunern an den Hängen des Gamskarkogels. Sie gehört zur Katastralgemeinde Heißingfelding. Sie ist 1,2 Kilometer lang und verläuft von Nordosten nach Südwesten. Durch den Taleinschnitt fließt der Gadauner Bach.
Die vom Boden des Gasteinertals markant einsehbare Gadaunerer Schlucht ist als 16.176 m² großes Naturdenkmal ausgewiesen. Sie wird von einem Wanderweg, dem Gasteiner Höhenweg, gequert. Dies erfolgt zum Teil offen, zum Teil durch einen langen, beleuchteten Stollen der Schutz vor Hangrutschungen bietet. Im Winter ist der Weg durch die Schlucht gesperrt.

## Geologie
Die Geologie der Gadaunerer Schlucht macht sie besonders schutzwürdig. An ihren Hängen treten Gesteine der Schieferhülle der Hohen Tauern hervor, namentlich schwarze Phyllite und kalkarme Glanzschiefer. An vielen Stellen entlang der Schlucht und am Wegesrand finden sich „blühende Steine“. Dabei handelt sich um schmutzigweiße und gelbliche Sulfat-Ausblühungen, die sich an pyrithaltigem Gestein bilden. Der Pyrit verwittert unter dem Einfluss von Sauerstoff zu Limonit. Beim Zersetzen wird Schwefelsäure freigesetzt, die dann wieder andere Steine zersetzt, was zu den verschiedenfarbigen Ausblühungen führt. Die Färbung der Krusten verrät ihre Zusammensetzung: schwefelgelbe bestehen aus Copiapit, weiße aus Gips und watteförmige graue aus Allanit und Hexahydrit.

## Flora und Fauna
Auf Felsblöcken in Bachnähe finden sich, gefördert durch die feuchte Luft, zahlreiche Moosarten. Im Graben wächst ferner der Bunte Eisenhut (Aconitum variegatum).
Auf den Moospolstern beim Bach leben viele Spinnen und Insekten beziehungsweise deren Larven. Der mittlere Abschnitt der Schlucht beim Gasteiner Höhenweg gehört zur Rotwild-Ruhezone der Grünberg-Heimalm, die von 1. November bis 31. Mai nicht betreten werden darf. Bei einer Erhebung der Vogelarten des Gasteinertals in den 1980er Jahren wurde in der Gegend der Schlucht die Waldohreule (Asio otus) als Brutvogel beobachtet.

## Geschichte
Die landschaftsästhetische Bedeutung der Gadaunerer Schlucht wurde schon früh erkannt. Im Jahr 1834 berichtete Albert von Muchar vom „Gadauerbache, der rückwärts in der engen Felsenschlucht eine schöne Cascade bildet“. Der Gasteiner Höhenweg wurde von 1934 bis 1938 angelegt. Dieser querte die Schlucht anfangs über eine Holzbrücke, die 1958 durch ein Unwetter zerstört wurde. Daraufhin wurde 1959 der erste Stollen angelegt, der lange Zeit nur durch eine Petroleumlampe beleuchtet wurde.
Am 16. Juni 1978 wurde die Gadaunerer Schlucht zum Naturdenkmal erklärt. Ein zweiter Stollen wurde von 1996 bis 1997 angelegt. Im Zuge der Bekämpfung des Hochwassers im Sommer 2005 in Bad Hofgastein führte ein Pionier-Bataillon des Bundesheeres in der Gadaunerer Schlucht eine Hangsicherung durch. Stollenverlängerungen erfolgten 2009, wobei auch eine elektrische Beleuchtung eingerichtet wurde, und von 2020 bis 2021 nach Unwetterschäden. In der ORF-Fernsehsendung 9 Plätze – 9 Schätze zum Nationalfeiertag 2024 wurde die Gadaunerer Schlucht zum „schönsten Platz Österreichs“ gekürt.